# 만경대학생소년궁전

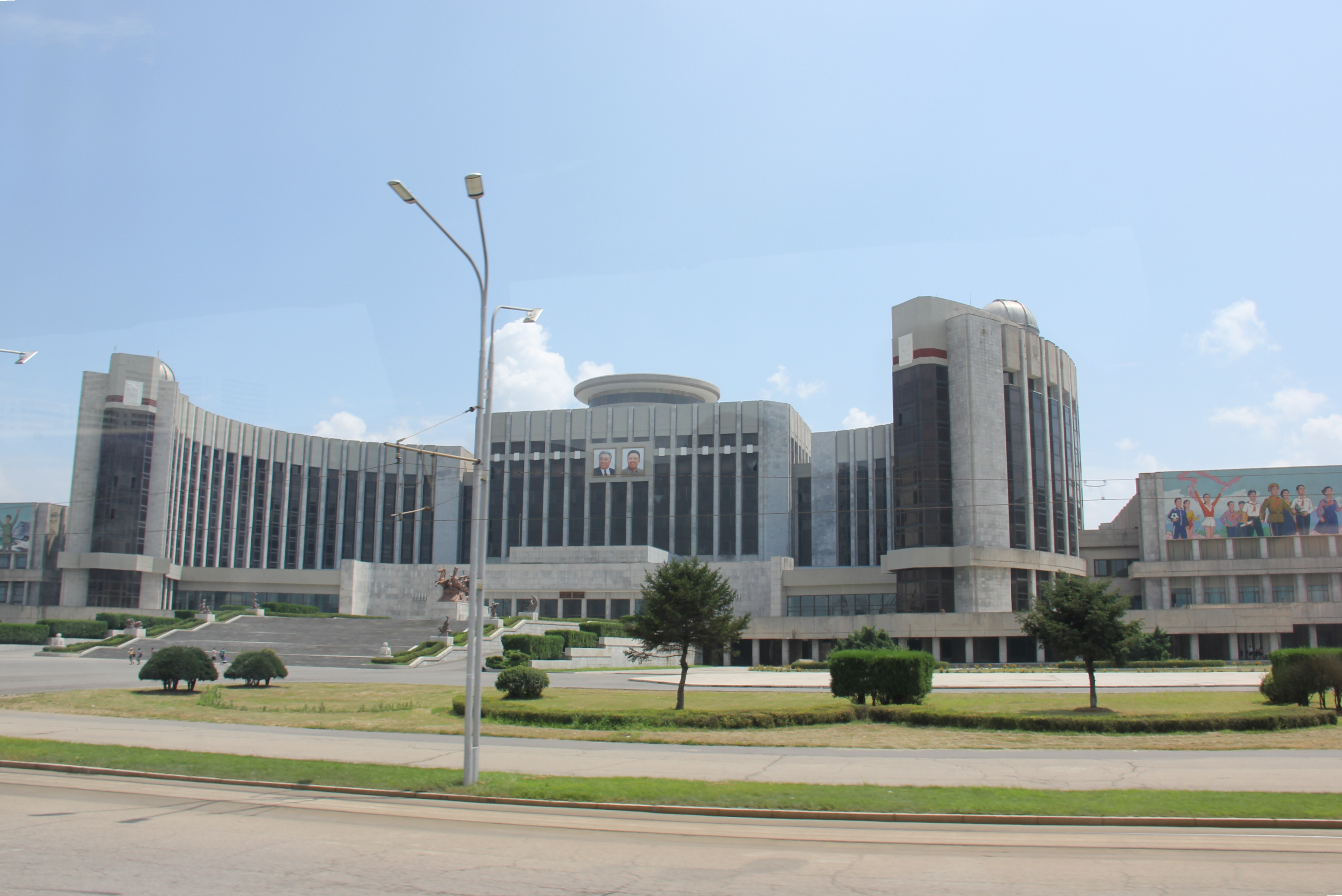
만경대 소년궁전 2012년 8월 모습

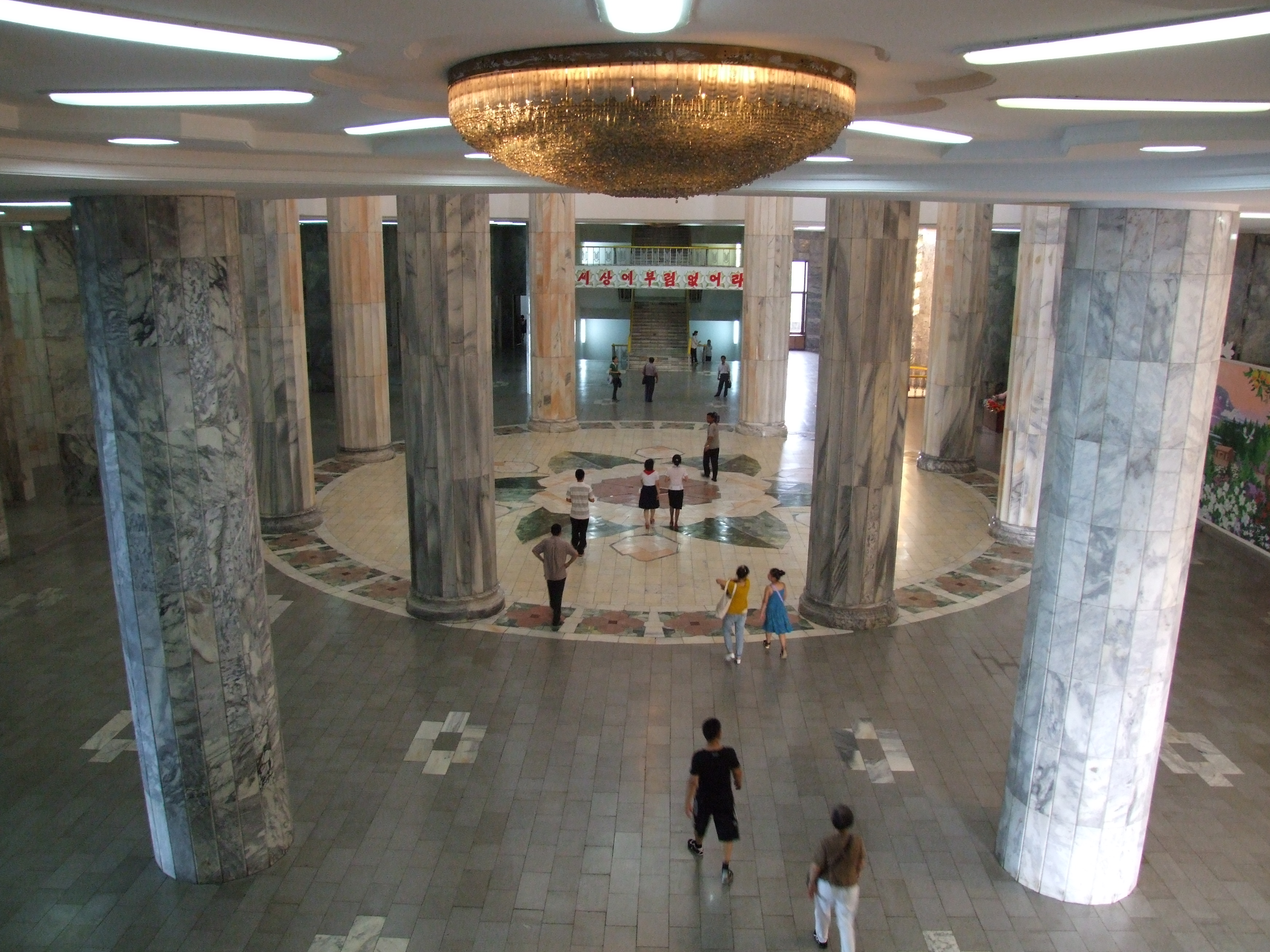
만경대 소년궁전 내부 2012년 8월

만경대학생소년궁전(萬景臺學生少年宮殿)은 평양직할시 만경대구역 팔골동에 위치하고 있는 과외교육기관이다.
1988년에 평양직할시에서 개최된 제13차 세계청년학생축전을 열기 전에 만경대구역에 광복거리를 개발하면서 함께 세워지게 되었으며, 평균 130만 명 정도의 조선민주주의인민공화국에 살고 있는 소학교와 중학교 학생들이 이용하고 있다.
한편 중구역의 종로동에 위치하고 있는 평양학생소년궁전과 달리 만경대학생소년궁전은 밖에서 점점 굽어지다 안으로 회전하는 U턴 모양으로 건설되어 있어서, 서로 대조를 이루고 있으며, 궁전 앞에는 나무들로 둘러싸인 공원과 물놀이시설이 개장되고 있어서, 어린이의 요구에 맞게 놀이시설이 많이 있다.
최근 외국인과 한국인에게 관광명소로 점점 인기를 끌고 있으며, 한국의 정당과 사회단체, 그리고 시민단체들도 이 곳을 몇 차례 방문한 바가 있다.
한국의 시민단체와 민주노동당에서 지난 2005년에 8·15민족통일대회에 참가하면서 이 곳을 방문하였다.
만경대학생소년궁전은 공부나 과외활동도 할 수 있고, 공원에서 즐겁게 놀 수 있지만, 최근에 오락실과 컴퓨터실이 개장되어서 조선민주주의인민공화국 청소년들이 더 많이 찾고 있다.

## 주요 기능
- 컴퓨터실
- 전자오락실
- 야외학습장
- 수영실

## 방송
- 걸어서 세계속으로 572회 - 평양속으로 (2018년 9월 15일)

## 같이 보기
- 만경대구역
- 조선민주주의인민공화국의 교육
- 소년궁